# Paul Scholz (Politiker, 1915)
Paul Scholz (* 11. April 1915 in Duisburg-Beeck; † 10. März 1976) war ein deutscher Politiker der CDU.

## Ausbildung und Beruf
Nach dem Abitur absolvierte Paul Scholz in Breslau eine Ausbildung zum Rechtspfleger. Zum 1. Juni 1940 trat er der NSDAP bei. Nach dem Rechtspflegeexamen arbeitete er zuletzt als Justizoberinspektor.

## Politik
Paul Scholz war stellvertretender Kreisvorsitzender der CDU Bottrop sowie Landesvorsitzender der Union der Vertriebenen (UdV) und Flüchtlinge der CDU Westfalen-Lippe. Er fungierte als stellvertretender Bundesvorsitzender der UdV der CDU/CSU, als 1. Vorsitzender des Kreisvertriebenenbeirates Bottrop und des Bezirksvertriebenenbeirates Münster. Scholz war Mitglied des Landesvertriebenenbeirates und stellvertretender Landesvorsitzender des Bundes der Vertriebenen Nordrhein-Westfalen. Mitglied im Kuratorium Haus des Deutschen Ostens war er von 1966 bis 1971.
Paul Scholz war vom 4. Januar 1963 bis zum 23. Juli 1966 Mitglied des 5. Landtages von Nordrhein-Westfalen, in den er nachrückte. In den 6. und 7. Landtag vom 25. Juli 1966 bis zum 27. Mai 1975 zog er jeweils über die Landesliste ein.